# Station Kemsley
Kemsley is een spoorwegstation van National Rail in Kemsley, Swale in Engeland. Het station is eigendom van Network Rail en wordt beheerd door Southeastern. 